# The Protector 2
The Protector 2 (Tom yum goong 2) è un film tailandese del 2013 diretto da Prachya Pinkaew, seguito di The Protector - La legge del Muay Thai, film del 2005 diretto anch'esso da Prachya Pinkaew.

## Trama
Suchart, il proprietario di un campo di elefanti viene assassinato, il sospettato dell'assassinio è Kham, il quale si trova costretto a fuggire dalla polizia e dalle due gemelle nipoti di Suchart che si vogliono vendicare. Kham incontra però il sergente Mark, un agente dell'Interpol inviato in Tailandia in missione segreta, che lo aiuterà.

## Riconoscimenti
- 2014 - Thailand National Film Association Awards
  - Miglior montaggio sonoro a Ramindra Sound Recording Studios
  - Migliori effetti visivi/speciali a Zurreal Studio e Thossaporn Poonnart
- 2014 - Golden Trailer Awards
  - Miglior trailer per un film d'azione straniero a Magnet Releasing
- 2015 - Jackie Chan International Action Film Week
  - Migliori coreografie action dell'anno